# Orthobula bilobata
Orthobula bilobata là một loài nhện trong họ Phrurolithidae.
Loài này thuộc chi Orthobula. Orthobula bilobata được Christa L. Deeleman-Reinhold miêu tả năm 2001.